# Martin Rufer
Martin Rufer (* 26. Januar 1977 in Solothurn; heimatberechtigt in Münchenbuchsee) ist ein Schweizer Politiker (FDP) und Direktor des Schweizer Bauernverbands.

## Leben
Martin Rufer wuchs in Lüsslingen auf, besuchte die dortige Primarschule und die Kantonschule in Solothurn. Von 1997 bis 2002 hat er an der ETH Zürich Agronomie studiert.
Im November 2015 wurde Martin Rufer vom Bundesrat zum Mitglied der Wettbewerbskommission (Weko) gewählt. Seit 2019 gehört Rufer dem Solothurner Kantonsrat an. Zudem wurde er 2020 von der Landwirtschaftskammer zum Direktor des Schweizer Bauernverbands gewählt, wo er bereits seit 2008 das Departement Produktion, Märkte und Ökologie leitete. Unter anderem sitzt er auch im Verwaltungsrat von Proviande.
Bei den Schweizer Parlamentswahlen 2023 verpasste er die Wahl in den Nationalrat und verlor dabei parteiintern gegen Simon Michel.
Martin Rufer ist seit 2009 verheiratet, hat drei Kinder und lebt in Lüsslingen.